# 黄海冰
黄 海冰（ホアン・ハイビン、Huang haibing、1973年7月23日 - ）は、中華人民共和国出身の俳優。身長は182cm、体重80kg、血液型はB型。
中央戯劇学院表演系出身で、ドラマへの出演を中心に活動する人気俳優。とりわけ古装劇への出演が多いため、「古装王子」と呼ばれることもある。

## 出演作品

### ドラマ
- 隋唐英雄伝
- 武林外史
- 日落紫禁城（邦題：西太后の紫禁城）
- 火帥
- 西遊記後伝
- 新書剣恩仇録
- 萍踪侠影（邦題：ヒロイック・レジェンド）
- 大唐御使謝瑶環
- 大漠皇妃
- 花木蘭
- 死亡之吻
- 夏日裏的春天
- 英雄
- 王中王
- 京都疑雲
- 上官婉児
- 代号021
- 大敦煌（邦題：大敦煌）
- 美人心計〜一人の妃と二人の皇帝〜
- 水滸伝 All Men Are Brothers
- 龍珠伝 ラストプリンセス
- 天覚の路